# Piotr Stepnowski
Piotr Stepnowski (ur. 30 czerwca 1970 w Gdańsku) – polski specjalista z dziedziny ochrony środowiska, nauczyciel akademicki, profesor Wydziału Chemii Uniwersytetu Gdańskiego. W kadencji 2016–2020 prorektor, a następnie rektor Uniwersytetu Gdańskiego (2020–2024 oraz 2024–2028). 

## Życiorys
Urodził się w rodzinie Andrzeja i Krystyny z domu Kreczko (1942–1999), brat Rafała. Jest absolwentem III Liceum Ogólnokształcącego w Gdyni. Od początku kariery akademickiej związany z Uniwersytetem Gdańskim, na którym ukończył studia na międzywydziałowym kierunku Ochrona Środowiska w 1995. Odbył staże naukowe w Uniwersytecie w Lund, Centrum Badań Morza ENEA w La Spezia oraz w Uniwersytecie w Bremie. Był również uczestnikiem polarnej ekspedycji naukowej Instytutu Oceanologii PAN na pokładzie r/v „Oceania”. W 2010 uzyskał tytuł profesora nauk chemicznych.
Jego zainteresowania naukowe obejmują badania mechanizmów rozprzestrzeniania i przemian chemicznych zanieczyszczeń środowiska oraz metody ich analizy, a także ocenę toksykologiczną skutków ich występowania. Opublikował ponad 260 prac naukowych w czasopismach z tzw. listy filadelfijskiej. Redaktor 8 pozycji wydawniczych oraz autor i współautor 3 podręczników akademickich, a także 15 rozdziałów w prestiżowych wydawnictwach międzynarodowych. Piotr Stepnowski wygłosił ponad 50 wykładów. Jego prace cytowane były ponad 7000 razy, a obecny indeks Hirscha wynosi 46. Aktywnie zabiegał o finansowanie prowadzonych badań naukowych zarówno z instytucji krajowych, jak i międzynarodowych uzyskując wsparcie dla blisko 50 projektów naukowych, badawczo-rozwojowych i dydaktycznych.
Był wielokrotnie zapraszany przez zagraniczne uczelnie i instytucje naukowe. Aktywnie współpracuje z Uniwersytetem w Bremie, Politechniką Drezdeńską, Uniwersytetem w Aveiro, Uniwersytetem w Lizbonie, Wyższą Szkołą Techniczną im. Beutha w Berlinie i Uniwersytetem Blaise Pascal w Clermont-Ferrand.
23 listopada 2020 został wybrany na stanowisko Rektora Uniwersytetu Gdańskiego na kadencję 2020–2024. W styczniu 2024 uzyskał reelekcję na zajmowane stanowisko. W czerwcu tego samego roku został wybrany przewodniczącym KRUP.

## Stanowiska i funkcje na Uniwersytecie Gdańskim
- Rektor (2020–2024[8] oraz 2024–2028[9])
- Prorektor ds. Nauki (2016–2020)
- Dziekan Wydziału Chemii (2012–2016)
- Dyrektor Instytutu Ochrony Środowiska i Zdrowia Człowieka (2011–2012)
- Prodziekan Wydziału Chemii (2008–2011)
- Kierownik Katedry Analizy Środowiska (od 2006[10])

## Członkostwo i funkcje poza uczelnią
- Dyrektor Związku Uczelni Gdańskich im. Daniela Fahrenheita (w 2020[11])
- Przewodniczący Rady Akademii Sztuk Pięknych w Gdańsku (2019–2020)
- Członek Society of Environmental Toxicology and Chemistry SETAC (od 2018)
- Wiceprzewodniczący Division Green Chemistry[12] (2016– 2018)
- Wiceprzewodniczący Komitetu Chemii Analitycznej PAN (od 2015[13])
- Członek Rady Nadzorczej Wojewódzkiego Funduszu Ochrony Środowiska i Gospodarki Wodnej w Gdańsku (2010–2017)
- Ekspert – Koordynator z ramienia RP w Joint Programming in Research (2010–2012)
- Prezes Zarządu Agencji Regionalnego Monitoringu Atmosfery Aglomeracji Gdańskiej (od 2010)
- Przewodniczący Wydziału III Gdańskiego Towarzystwa Naukowego (2007–2010)
- Sekretarz Rady Naukowej Pomorskiego Centrum Badań i Technologii Środowiska (2005–2015)
- Prezes Zarządu Okręgu Polskiego Klubu Ekologicznego w Gdańsku (2005–2008)

## Odznaczenia
- Medal Komisji Edukacji Narodowej (2022)[14]
- Medal Senatu Rzeczypospolitej Polskiej (2024)[15]
- Medal Księcia Mściwoja II (2024)[16]
- Medal im. Wiktora Kemuli za wybitne osiągnięcia w zakresie chemii analitycznej (2019)[17]
- Medal 100-lecia Towarzystwa Przyjaciół Nauki i Sztuki w Gdańsku, Gdańskiego Towarzystwa Naukowego, Gdańskiego Towarzystwa Przyjaciół Sztuki (2022)[1]

## Nagrody
- nagroda indywidualna Wojewódzkiego Funduszu Ochrony Środowiska i Gospodarki Wodnej w Gdańsku za działalność na rzecz ochrony środowiska (2009)
- Nagroda Ministra Edukacji i Nauki
- Nagroda Ministra Nauki i Szkolnictwa Wyższego (dwukrotnie)
- Nagroda Naukowa Miasta Gdańska im. Jana Heweliusza w kategorii nauk przyrodniczych i ścisłych (2018)[18]
- Nagroda Naukowa Rektora UG im. Karola Taylora (2020)

Źródło:.